# Callum Hawkins
Callum Hawkins (* 22. Juni 1992 in Paisley) ist ein schottischer Leichtathlet, der sich auf Langstrecken- und Crossläufe spezialisiert hat. Er ist Inhaber mehrerer schottischer Nationalrekorde.

## Leben
Callum Hawkins wurde in der Stadt Paisley geboren. Er wuchs in Elderslie, zusammen mit seinem älteren Bruder Derek Hawkins auf, der ebenfalls als Läufer aktiv ist und für Großbritannien an Olympischen Spielen teilnahm. Beide werden seit ihrer Kindheit von ihrem Vater, Robert Hawkins, trainiert. Hawkins startet für den Kilbarchan Amateur Athletics Club aus Renfrewshire.

## Sportliche Laufbahn
Callum Hawkins tritt seit 2009 bei Wettkämpfen in der Leichtathletik an. Im Juni belegte er den vierten Platz über 5000 Meter bei den Britischen U20-Meisterschaften. Einen Monat später gewann er beim Europäischen Olympischen Jugendfestival in Tampere die Goldmedaille über 3000 Meter. 2010 trat er im U20-Rennen bei den Crosslauf-Weltmeisterschaften in Bydgoszcz an, das er auf dem 47. Platz beendete. Nach einem zweijährigen Aufenthalt in den USA, kehrte er 2013 in die Heimat zurück. Im August belegte er den vierten Platz über 5000 Meter bei den Schottischen Meisterschaften. Zum Ende des Jahres belegte er im U23-Rennen der Crosslauf-Europameisterschaften in Belgrad den siebten Platz. 2014 siegte Hawkins im Frühjahr mit persönlicher Bestzeit von 8:22,50 min über 3000 Meter bei den Schottischen Hallenmeisterschaften. An gleicher Stelle trat er Anfang August in Glasgow bei den Commonwealth Games über 10.000 m an, bei denen er auf Platz 20 das Ziel erreichte. Ein Jahr nach seinem siebten Platz bei den Crosslauf-Europameisterschaften, gelang es ihm, diesmal im bulgarischen Samokow, den fünften Platz im U23-Rennen bei den Crosslauf-Europameisterschaften zu belegen.
2015 lief Hawkins beim Halbmarathon im Rahmen des Great Scottish Runs eine Zeit von 1:02:42 h und kam damit bereits in die Nähe des schottischen Rekords. Ein paar Wochen später bestritt er in Frankfurt erstmals ein Rennen über die Marathondistanz, das er nach 2:12:17 h auf dem zwölften Platz beendete. Im März 2016 belegte er den zehnten Platz beim Halbmarathon von Paris. Noch im selben Monat trat er bei den Halbmarathon-Weltmeisterschaften in Cardiff an, die er nach 1:02:51 h auf dem 15. Platz beendete. Im April steigerte er sich beim London-Marathon auf 2:10:52 h, mit denen er den achten Platz belegte und qualifizierte sich zudem für die Olympischen Sommerspiele in Rio de Janeiro. Bevor er in Brasilien an den Start ging, nahm Hawkins im Juli an den Europameisterschaften in Amsterdam teil, bei denen ein Rennen über die Halbmarathondistanz ausgetragen wurde. Hawkins wurde Neunter. Das gleiche Ergebnis erreichte er einen Monat später bei den Olympischen Spielen. Anfang Oktober lief er beim Great Scottish Run eine Zeit von 1:00:24 h im Halbmarathon, die einen neuen schottischen Rekord bedeutet hätte. Allerdings konnte das Ergebnis schließlich nicht gewertet werde, da die Laufstrecke 250 Meter zu kurz vermessen wurde. Das Organisationskomitee räumte den Fehler ein und entschuldigte sich bei den Athleten. Im Dezember gewann Hawkins die Bronzemedaille bei den Crosslauf-Europameisterschaften in Chia.
Im Februar 2017 gelang es Hawkins schließlich den schottischen Rekord auf exakt 1:00:00 h zu verbessern, nachdem er den Halbmarathon der japanischen Stadt Marugame gewinnen konnte. Den ehemaligen hatte zuvor Allister Hutton seit 1987 mit 1:02:28 h gehalten. Mit dem Rekord schob sich Hawkins auf den zweiten Platz, hinter Mo Farah, der Britischen Bestenliste über die Halbmarathondistanz vor. Anfang August trat er im Marathon bei den Weltmeisterschaften in London an, den er nach 2:10:17 h auf dem vierten Platz beendete. 2018 trat Hawkins im April zum zweiten Mal bei den Commonwealth Games an, diesmal im Marathon. In Führung liegend, brach er in der australischen Hitze rund drei Kilometer vor dem Ziel zusammen, nachdem er über einen Bordstein stolperte und nach eigenhändigen Aufraffen mit dem Kopf auf die Streckenbegrenzung fiel. Von vielerlei Stelle, darunter Reporter und von Seiten der Konkurrenz, wurde kritisiert, dass es Minuten dauerte bis medizinische Rettungskräfte sich um den Athleten kümmerten. Schließlich blieb der Vorfall für Hawkins Gesundheit folgenlos. Im Oktober belegte er beim Halbmarathon von Valencia mit Saisonbestleistung von 1:01:00 h den 18. Platz. 2019 lief Hawkins im April beim London-Marathon in 2:08:14 h eine neue Bestzeit, mit der er auch über diese Distanz den schottischen Rekord verbesserte. Erneut verbesserte er Huttons Rekord. Dieser hatte zuvor seit 1985 Bestand. Im Oktober trat er bei den Weltmeisterschaften in Doha an, bei denen er wie in London zwei Jahre zuvor den vierten Platz belegte. Damit erfüllte er die Qualifikation für die Olympischen Sommerspiele in Tokio.
Im Januar 2020 brach Hawkins im 10-Kilometer-Straßenlauf abermals einen Rekord Allister Huttons. In Valencia lief er eine Zeit von 28:02 min. Im Februar blieb er, erneut in Marugame, mit 1:00:01 h nur ganz knapp hinter seiner Bestleistung im Halbmarathon zurück und führte damit im Laufe des Jahres 2020 die Europäische Bestenliste an. Anfang April 2021 gehörte er zu den ersten sieben britischen Leichtathleten, die für die Teilnahme an den Olympischen Sommerspielen in Tokio bekannt gegeben wurden. Dort ging er Anfang August an den Start, konnte den Wettkampf allerdings nicht beenden.

## Wichtige Wettbewerbe
| Jahr                               | Veranstaltung                           | Ort                                | Platz                              | Disziplin                          | Zeit                               |
| Startet für Vereinigtes Königreich | Startet für Vereinigtes Königreich      | Startet für Vereinigtes Königreich | Startet für Vereinigtes Königreich | Startet für Vereinigtes Königreich | Startet für Vereinigtes Königreich |
| ---------------------------------- | --------------------------------------- | ---------------------------------- | ---------------------------------- | ---------------------------------- | ---------------------------------- |
| 2009                               | Europäisches Olympisches Jugendfestival | Tampere                            | 1.                                 | 3000 m                             | 8:23,62 min                        |
| 2010                               | Crosslauf-Weltmeisterschaften           | Bydgoszcz                          | 47.                                | U20-Rennen                         | 24:21 min                          |
| 2013                               | Crosslauf-Europameisterschaften         | Belgrad                            | 7.                                 | U23-Rennen                         | 24:18 min                          |
| 2014                               | Commonwealth Games                      | Glasgow                            | 20.                                | 10.000 m                           | 29:12,52 min                       |
| 2014                               | Crosslauf-Europameisterschaften         | Samokow                            | 5.                                 | U23-Rennen                         | 25:49 min                          |
| 2016                               | Halbmarathon-Weltmeisterschaften        | Cardiff                            | 15.                                | Halbmarathon                       | 1:02:51 h                          |
| 2016                               | Europameisterschaften                   | Amsterdam                          | 9.                                 | Halbmarathon                       | 1:03:57 h                          |
| 2016                               | Olympische Sommerspiele                 | Rio de Janeiro                     | 9.                                 | Marathon                           | 2:11:52 h                          |
| 2016                               | Crosslauf-Europameisterschaften         | Chia                               | 3.                                 | Erwachsenenrennen                  | 27:49 min                          |
| 2017                               | Weltmeisterschaften                     | London                             | 4.                                 | Marathon                           | 2:10:17 h                          |
| 2018                               | Commonwealth Games                      | Gold Coast                         |                                    | Marathon                           | DNF                                |
| 2019                               | Weltmeisterschaften                     | Doha                               | 4.                                 | Marathon                           | 2:10:57 h                          |
| 2021                               | Olympische Sommerspiele                 | Tokio                              |                                    | Marathon                           | DNF                                |

## Persönliche Bestleistungen
Freiluft
- 5000 m: 14:06,57 min, 23. Mai 2015, Oordegem
- 10.000 m: 28:49,57 min, 4. April 2014, Palo Alto
- 10 Kilometer Straße: 28:02 min, 12. Januar 2020, Valencia, (schottischer Rekord)
- Halbmarathon: 1:00:00 h, 5. Februar 2017, Marugame, (schottischer Rekord)
- Marathon: 2:08:14 h, 28. April 2019, London, (schottischer Rekord)

Halle
- 3000 m: 8:22,50 min, 2. März 2014, Glasgow